# Lorenzo Lippi
Lorenzo Lippi (Firenze, 3 maggio 1606 – Firenze, 14 aprile 1665) è stato un pittore, poeta e scrittore italiano.

## Biografia

### Origini e giovinezza

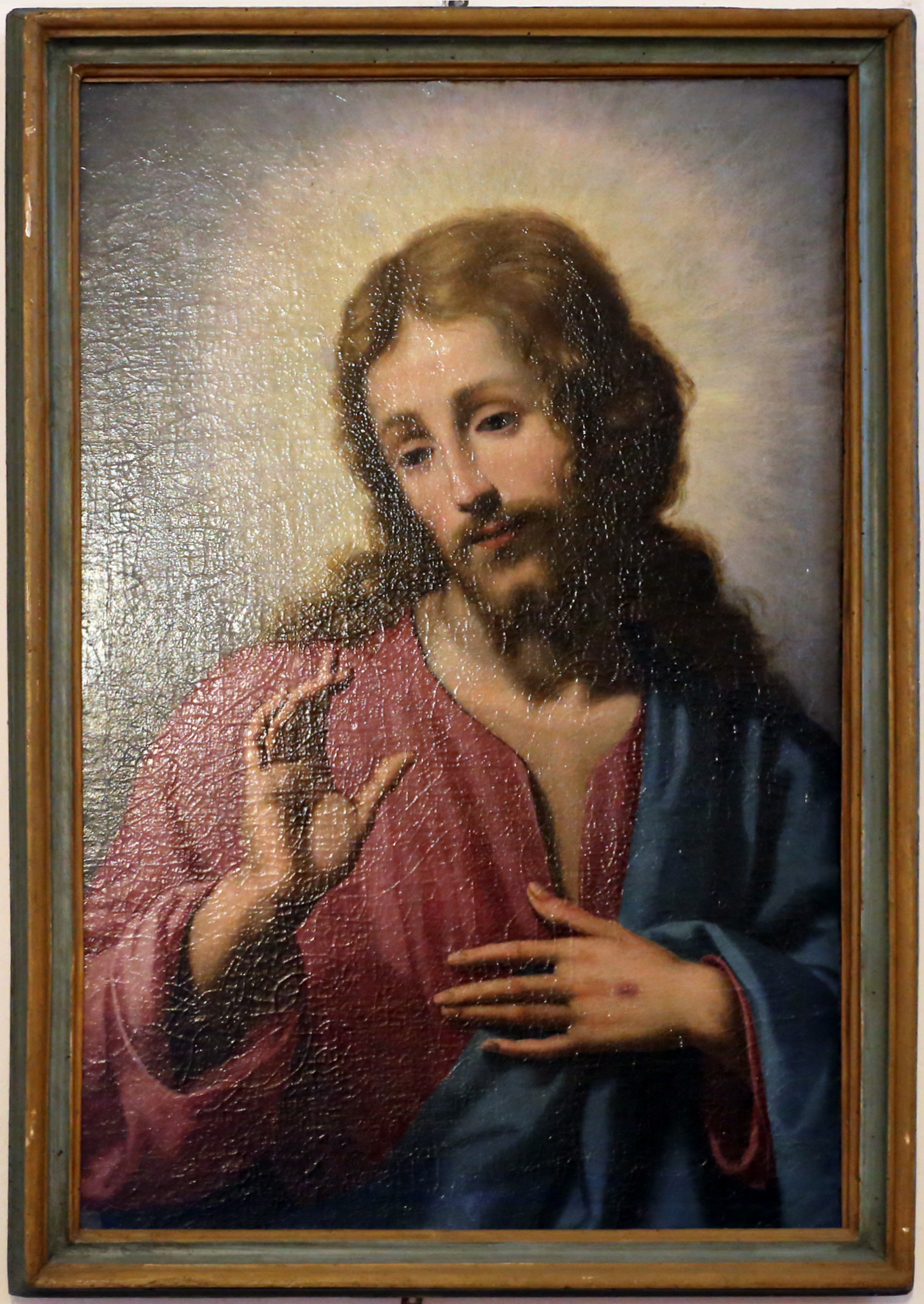
Cristo benedicente, Vaglia

Si conosce il suo atto di battesimo, datato 3 maggio 1606, e i nomi dei genitori: Giovanni di Lorenzo Lippi, albergatore, e Maria Bartolini. Nelle Decime Granducali è riportato come, nel 1614, suo padre venne a mancare lasciando ai figli, Lorenzo e Bartolomeo, due case e mezzo, testimoniando la relativa agiatezza della famiglia. Nel 1616, con la morte anche dello zio Salvestro, i due fratelli ereditarono anche la metà mancante della terza casa, posta in Firenze, alla Croce al Trebbio. Alla morte della madre poi avranno poderi nei popoli di San Lorenzo e di San Giuliano a Settimo, e altri due al Galluzzo. Secondo il Baldinucci, la scomparsa del padre non intaccò il buon vivere famigliare, tanto che Lorenzo ebbe garantita un'ottima educazione, divisa tra studi umanistico-letterari e un'intensa partecipazione alla vita religiosa cittadina.
Fu membro col fratello minore della Confraternita dell'Arcangelo Raffaello presso Santa Maria della Scala, dove veniva offerto un programma di educazione religiosa di stampo contemplativo e ascetico, influenzato dai domenicani di San Marco. Ricoprì vari incarichi all'interno della Compagnia tra il 1617 e il 1657, e compare regolarmente nelle attività annotate nei libri di Ricordi e Partiti di Compagnia. In particolare fu ben otto volte Cerimoniere, mettendo a disposizione il suo estro e la sua attitudine musicale allo svolgimento delle cerimonie, celebrazioni religiose e delle sacre rappresentazioni. Fu inoltre membro della Compagnia di San Benedetto Bianco, di cui fecero parte molti pittori della sua epoca, e di quella di Santa Maria della Croce al Tempio, per le quali eseguì anche opere pittoriche di notevole impegno.
Nel 1629 collaborò con Baccio del Bianco alle scenografie per la rappresentazione del Trionfo di David di Iacopo Cicognini, e anche negli anni seguenti realizzò scene e apparati per varie festività, a fianco di Pierfrancesco Silvani. Nella Compagnia della Scala fu anche più volte attore nelle sacre rappresentazioni, spesso "villano" o "servo" che erano le uniche di carattere buffo. Fu forse Zanni nella commedia dell'arte, come lascia intendere qualche indicazione sparsa del Baldinucci. Dal 1633 fu anche membro dell'Accademia degli Apatisti, e partecipò assiduamente, dal 1630, all'adempimento dei doveri professionali legati agli incarichi interni dell'Accademia delle arti del disegno.

### Formazione artistica

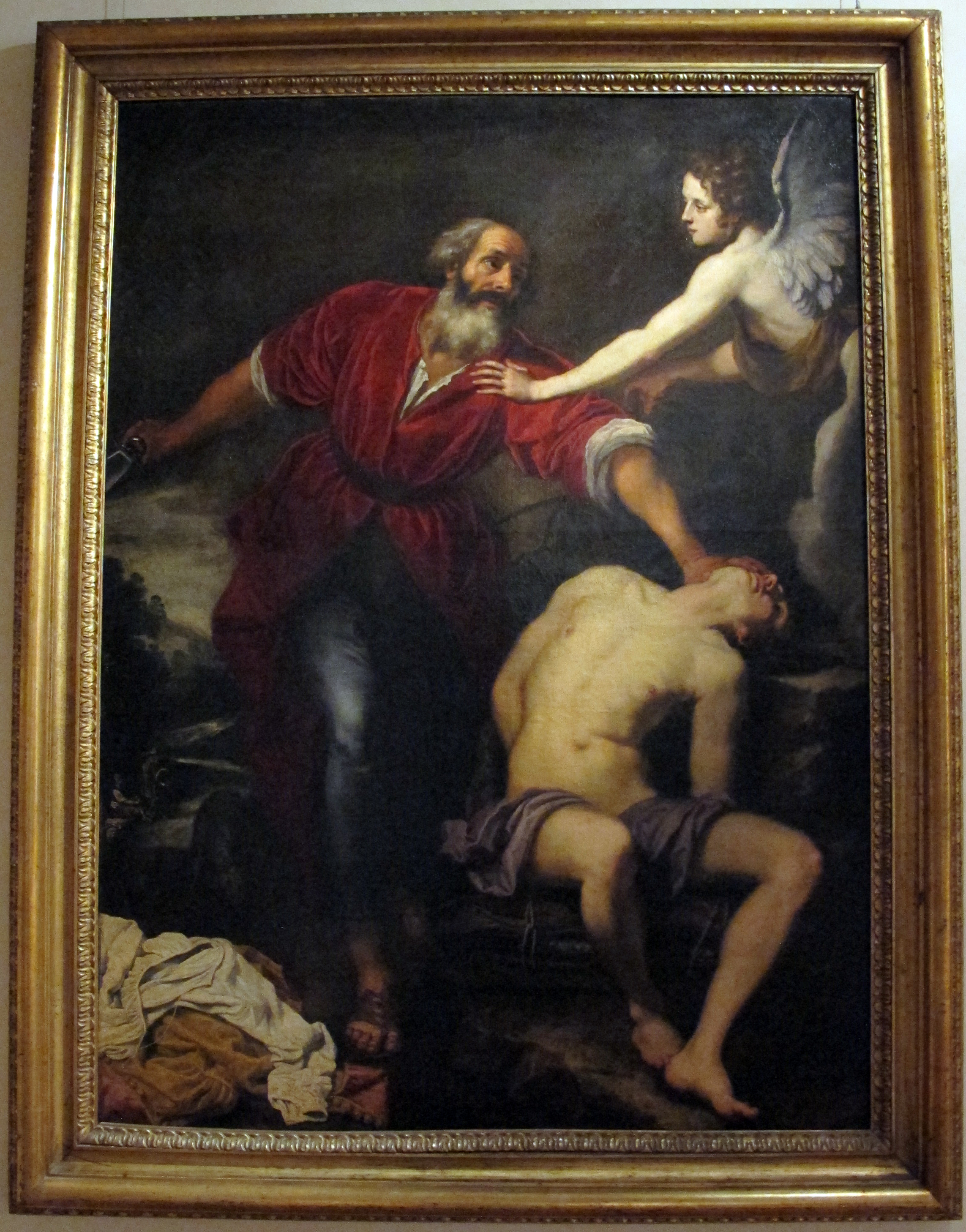
Sacrificio di Isacco, San Miniato

A fianco degli interessi letterari, studiò disegno e pittura presso Matteo Rosselli, il cui stile si ritrova nelle prime opere di Lippi. Come riferisce il Baldinucci (replicando peraltro uno schema letterario collaudato), l'alunno divenne presto abbastanza bravo da affiancare stabilmente il maestro nella sua bottega (in opere di ampio respiro come la decorazione del Casino di San Marco e della villa del Poggio Imperiale), guadagnandosi talvolta una certa autonomia professionale all'interno di essa, prima di superare il maestro arrivando all'emancipazione. Negli estremi cronologici del 1622 e del 1634 viene comunque collocata la sua attività giovanile, strettamente debitrice del maestro Rosselli, da cui riprese i modelli compositivi, la ricchezza cromatica, la stesura morbida, l'attenzione ai particolari descrittivi e una certa eloquenza nella rappresentazione di affetti e sentimenti. Nel 1626 è ricordato un suo primo incarico indipendente, ma risale al 1628 la sua prima opera conosciuta (le tele di San Pietro a Vaglia, assieme a Domenico Pugliani, altro allievo del Rosselli però più anziano, originario proprio di Vaglia). Nel 1629 la Santa Caterina d'Alessandria, opera firmata e datata per chiesa di San Martino a Corella (Dicomano) mostra un interesse per lo stile morbido di Francesco Furini e la resa materica di Jacopo Vignali.
L'iscrizione all'Accademia del Disegno nel 1630 certifica la sua raggiunta maturità artistica e coincide con una sua prima affermazione pubblica importante, la realizzazione per la corte medicea di una Predica di Gesù (opera a oggi non rintracciata).
Verso il 1632, le lunette della cappella Bonsi in San Gaetano mostrano già alcuni degli stilemi che saranno tipici del Lippi, pur in uno schema compositivo ancora tipico del Rosselli: la definizione nitida e grafica delle mani e le sottolineatura luminosa dei volti rispetto allo sfondo. Ancora al 1632 (1 luglio) risale una lettera autografa conservata tra le carte del monastero di San Pietro a Luco di Mugello (Firenze) con la quale il pittore richiede alle monache  un acconto per "il quadro il quale ho bozzato". Il dipinto è stato identificato con la Testa di Cristo  già correttamente attribuita al Lippi e collocata nel baldacchino barocco che coronava l'altare eretto nel 1630 entro il quale era esposta la famosa Pietà di Andrea del Sarto ora a Palazzo Pitti
Fin da questi primi anni, a fianco della produzione religiosa, per la decorazione di altari e per la rappresentazione delle vite dei santi da esporre durante le cerimonie speciali di Compagnie e Confraternite, il Lippi si dedicò anche alla realizzazione di dipinti per raffinati collezionisti privati, su soggetti per lo più biblici e letterari. Il formato medio e piccolo spesso si affiancava anche a "quadri da sala", notevoli per dimensione e per impegno richiesto; i soggetti spesso erano un'esortazione alla virtù, con scene tratte eterogeneamente dalla Bibbia, dall'Orlando Furioso o dalle Metamorfosi di Ovidio.
A partire dall'iscrizione dietro una Testa di san Giovanni Battista in collezione privata, si è raccolto un nucleo di opere in cui appare più evidente l'ascendenza di Francesco Furini, riferibili a una seconda fase artistica (dopo quella rossellesca) negli anni attorno al 1638. Le ombre sono più avvolgenti, lo sfumato più evidente, le espressioni pateticamente accentuate, sebbene il risultato finale appaia più calibrato di intimo lirismo, piuttosto che sensualmente ambiguo come nel Furini. Ne sono esempi significativi il Sacrificio di Isacco e Agar e l'angelo del Museo diocesano di San Miniato e un gruppo di Madonne col Bambino di committenza privata.

### Maturità

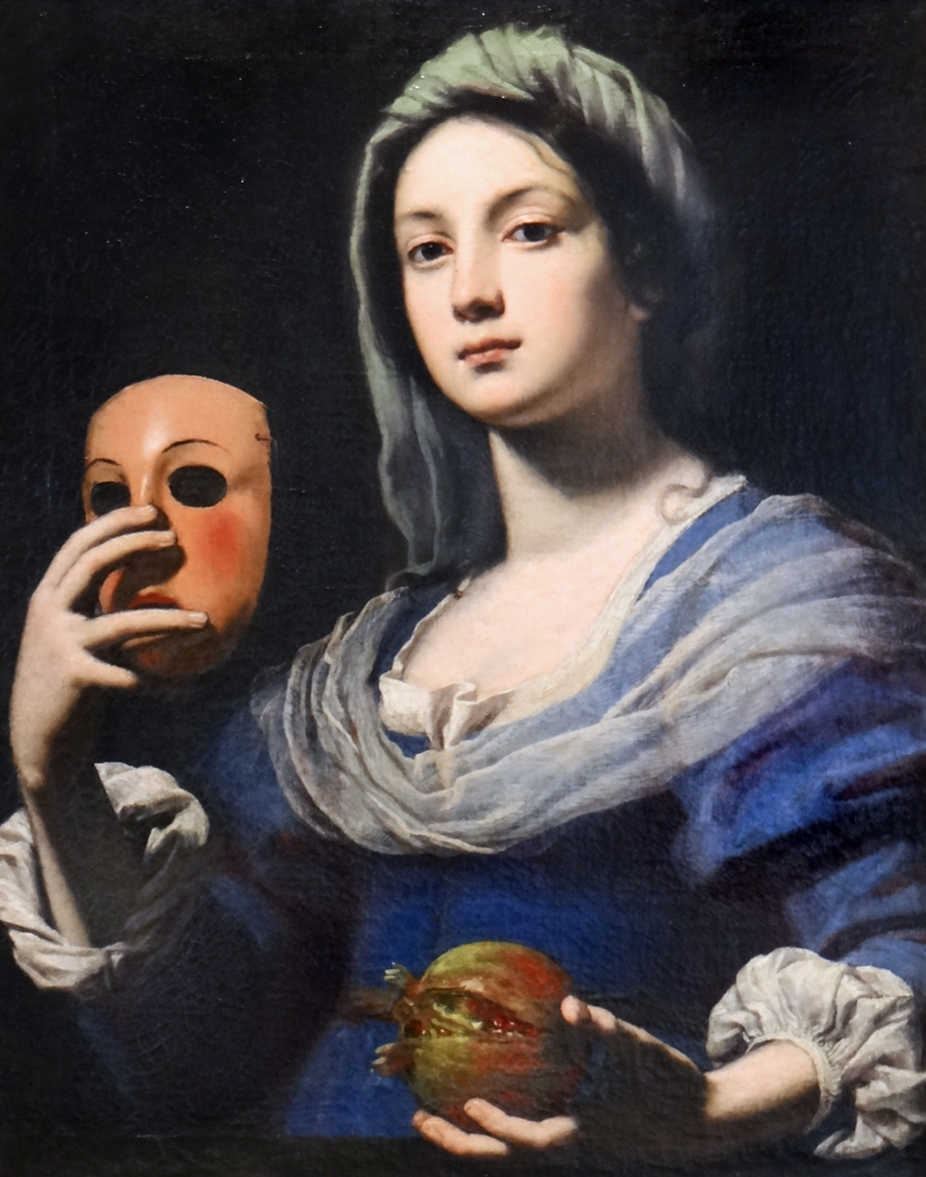
Allegoria della Simulazione, Angers

Il 1639 segna la svolta verso lo stile più noto e riconoscibile del pittore, dopo gli anni di ricerca giovanile. La sua fortuna professionale viene in quegli anni consolidata da una serie di commissioni ecclesiastiche importanti a Firenze, in cui dimostrò un preciso indirizzo culturale, ormai indipendente da quello del suo maestro e degli altri pittori fiorentini della sua cerchia. Sicuramente l'apertura di Ferdinando II verso la pittura più propriamente pittura barocca, con l'invito in città del celebre Pietro da Cortona, portò la variegata scuola locale a confrontarsi con le novità, con esiti anche diametralmente opposti: se alcuni andarono incontro alle nuove proposte cercando di aggiornarsi anche alla luce di nuove incursioni nella pittura veneta ed emiliana, altri si chiusero avviando un recupero programmatico della tradizione più autenticamente disegnativa, sobria e "fiorentina". Di questo secondo gruppo fece sicuramente parte il Lippi, divergente dalla corrente artistica più affermata, e indirizzato a un purismo tra i più radicali tra gli artisti della sua generazione.
Il passaggio verso questo nuovo stile si ebbe in un arco di tempo breve, di un paio d'anni, e fu forse innescato da un viaggio a Roma, non documentato, ma intuibile da alcuni dati: l'assenza dai registri cittadini (della Compagnia e delle Accademie) tra l'ottobre 1636 e l'ottobre 1638, e una prima opera del 1639 (il Martirio di sant'Andrea per San Frediano, oggi in Sant'Agata) in cui si rileva un naturalismo caravaggesco difficilmente spiegabile solo con l'osservazione degli esempi toscani indotti dal grande pittore lombardo. Esempi del genere non mancavano in Toscana in quegli anni (da Rutilio Manetti ad Artemisia Gentileschi, da Teodoro Fiammingo a Cesare Dandini, fino alle opere di Jusepe de Ribera, di Battistello Caracciolo e di Caravaggio stesso nelle collezioni fiorentine) però appare sospetta una conversione così improvvisa e repentina, forse meglio spiegabile con l'esperienza coinvolgente di un viaggio, seppur breve. L'effetto che si manifesta è quello di tonalità più scure, con un maggior ricordo al controluce, una resa più accurata dei materiali (dalla porosità delle epidermidi alla lucidità delle armature), e una maggior drammaticità delle pose e dell'orchestrazione dei personaggi.
L'affresco sul soffitto dell'oratorio dei Vanchetoni (Sante Caterina, Agata e Cecilia), con la sua spiccata visione "da sott'in su", mostra un'apertura verso un linguaggio più tipicamente barocco dei soffitti di Pietro da Cortona e di Angelo Michele Colonna, sebbene coniugata a una purezza di linee e una concentrazione della rappresentazione sulle sole protagoniste. Opere come il Trionfo di David e Giacobbe al pozzo della Galleria Palatina di Firenze mostrano una scelta compositiva elegante, che mette i gruppi principali alle estremità dei dipinti lasciando una pausa al centro, dominato dal paesaggio e dal elementi secondari, il tutto unito a una rappresentazione più netta delle ombre e a un voluttuoso movimento dei panneggi.

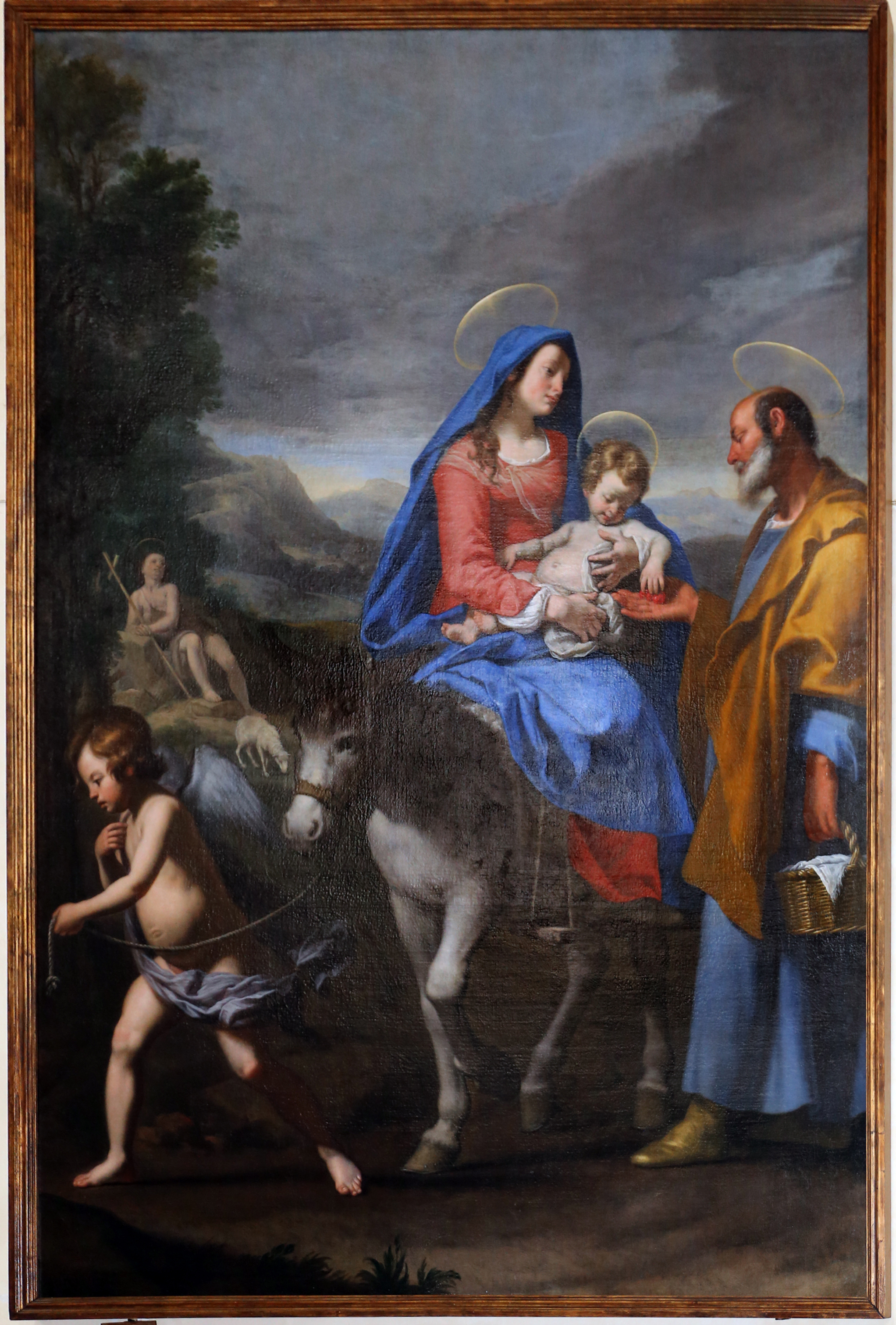
Fuga in Egitto, Massa Marittima

A partire dai primi anni quaranta avviene anche il recupero formale della lezione di Santi di Tito, in chiave purista: dallo studio dei disegni del maestro, scomparso quasi quarant'anni prima nel 1603, trasse il gusto per una linea di contorno ferma e chiusa, per composizioni misuratamente ritmate e solenni, per una rappresentazione delle emozioni sobria e posata. Il Rosa, stando a un aneddoto riportato dal Baldinucci, avrebbe aiutato l'amico a dipingere lo sfondo della Fuga in Egitto in chiesa di Sant'Agostino a Massa Marittima.
In quegli anni lavorò molto sia per la committenza ecclesiastica che per quella privata. Per ricchi privati, emuli del cardinale Carlo de' Medici nell'arricchire le loro collezioni di opere varie ma legate da un filo intellettuale e moraleggiante, lavoro al pari di altri pittori al tema delle allegorie: spesso busti di figure inserite anche in ovali o ottagoni. I suoi contributi a questo genere si riconoscono per la chiarezza del soggetto e dei suoi attributi, senza divagazioni o ambiguità. In questi anni strinse anche amicizia con Salvator Rosa, arrivato in città nel 1640, e con numerosi intellettuali che si riunivano all'Accademia dei Percossi, per un certo tempo riunitasi nella sua abitazione alla Croce del Trebbio.
Tra le ultime opere di questa fase figurano gli affreschi della cappella Ardinghelli in San Gaetano, dove si delinea il ricorso a panneggi pesanti e abbondanti.

### Innsbruck

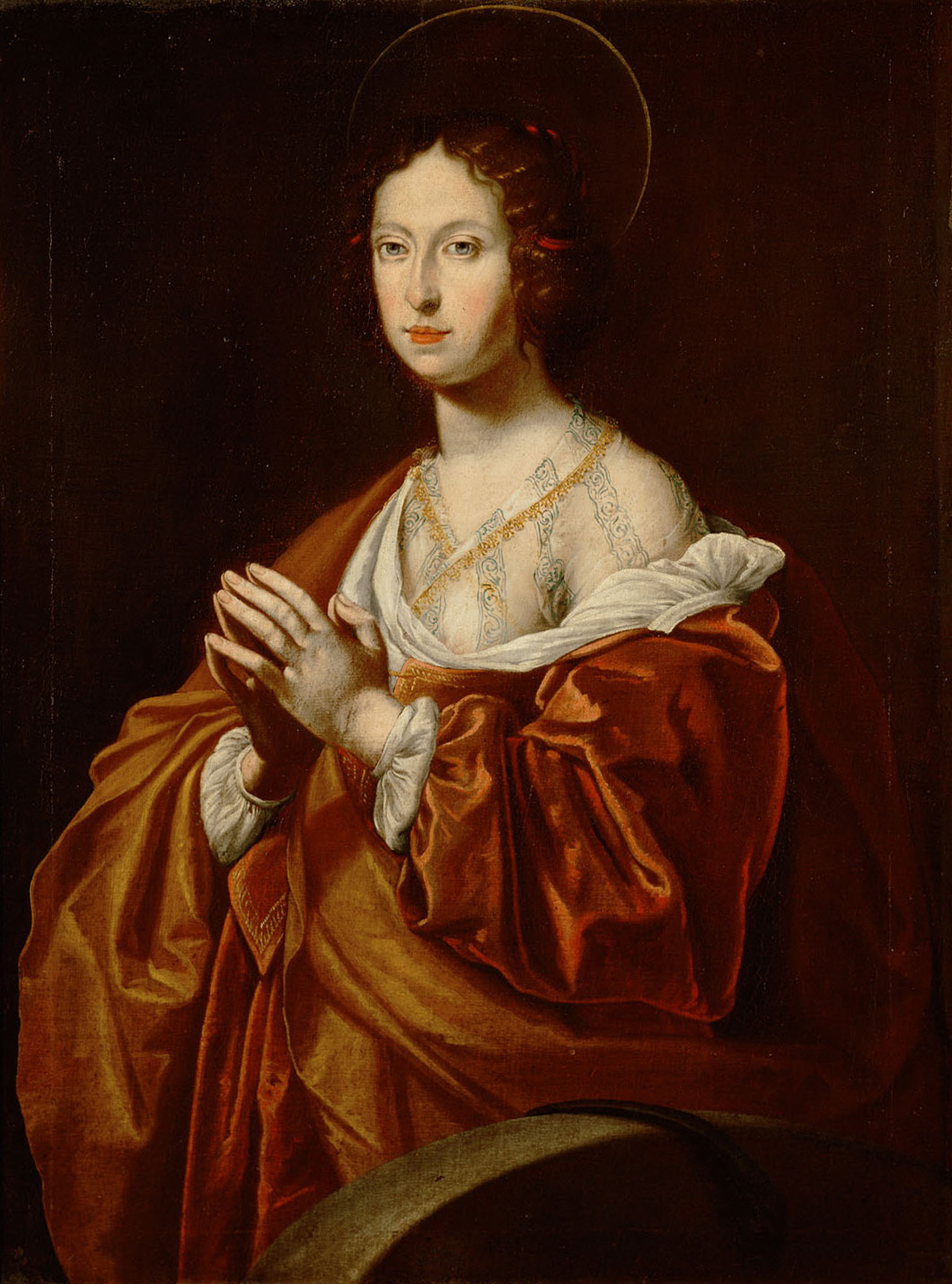
Claudia de' Medici come santa Cristina, Vienna

Almeno dal 1641, Lorenzo Lippi lavorò spesso per i Medici fornendo nuovi modelli per l'Arazzeria Medicea.
Lippi fu poi scelto come pittore di corte a Innsbruck, al seguito di Claudia de' Medici, vedova di Leopoldo V d'Austria e contessa del Tirolo. La scelta dovette cadere sul pittore per la sua fama, le sue qualità come ritrattista, e, non da ultimo, la raccomandazione dell'influente scultore Francesco Susini, del quale sposerà poi la figlia Elisabetta nel 1646. Nonostante alcune discrepanze nelle fonti antiche sugli estremi cronologici del suo soggiorno austriaco, le fonti documentarie (in particolare una lettera di Claudia al fratello Don Lorenzo de' Medici per annunciare il prossimo rientro del pittore e del suo aiutante a Firenze) hanno circoscritto questa esperienza tra il settembre 1643 (data degli ultimi pagamenti per i lavori per l'Arazzeria) e l'aprile del 1644, quindi appena sei mesi.
Di questo soggiorno resta sicuramente la Samaritana al pozzo del Kunsthistorisches Museum di Vienna (siglata e datata 1644), e pochi ritratti rintracciati nei depositi delle collezioni asburgiche: dei sei proposti da Günther Heinz forse solo quattro sono davvero di sua mano. Nel genere del ritratto ufficiale attinse ai modelli di Giusto Suttermans, risalenti a circa un ventennio prima, ma ancora capaci di rappresentare al meglio la dignità dei regnanti: figure intere minuziosamente descritte nell'abbigliamento, nelle fisionomie e nelle ambientazioni, con sovrabbondanti tendaggi e col ricorso a forti ombreggiature contrastanti con le lumeggiature bianche. Claudia, proprio come aveva fatto Suttermans con Vittoria della Rovere e con le altre granduchesse, venne ritratta nelle vesti di una santa, Cristina, in omaggio alla madre Cristina di Lorena. Alcune parti deboli in questo gruppo di ritratti sono spiegabili col tempo limitato del soggiorno e col ricorso all'aiuto dell'allievo Lorenzo Martelli, figura di cui non si conoscono ancora opere indipendenti.
A Innsbruck cominciò a scrivere il suo poema eroicomico Malmantile Racquistato, cui egli dedicò gli ultimi vent'anni della sua vita, e che venne pubblicato solo nel 1688, parecchi anni dopo la sua morte, con lo pseudonimo (quasi) anagrammato di Perlone Zipoli. Si tratta di una giocosa imitazione della Secchia rapita di Alessandro Tassoni, ricca di salace umorismo, esperimenti linguistici, proverbi toscani e idiotismi fiorentini.

### Rientro a Firenze e ultimi anni
Nella primavera del 1644 l'artista fece dunque ritorno a Firenze, dove nel frattempo l'attività di Pietro da Cortona a palazzo Pitti aveva innescato un rinnovo in senso barocco della scuola locale. Si pensi anche alla tela di Rubens sulle Conseguenze della guerra fatta appositamente arrivare in città nel 1638 su interessamento del Suttermans. Significativa è la notizia riferita dal Baldinucci secondo cui il Lippi, di passaggio da Parma, si era rifiutato di andare a visitare le opere del Correggio, che proprio in quegli stessi anni stava vivendo di un'eccezionale riscoperta: si pensi ad esempio al viaggio appositamente organizzato da Don Lorenzo de' Medici per il collega Volterrano appena qualche anno prima per studiare quelle opere, oppure quello negli anni venti di Giovan Battista Vanni. Anche coloro che non partivano, aggiornavano in quegli anni la propria tavolozza a scelte cromatiche più fluide (Francesco Furini, Felice Ficherelli, Simone Pignoni).
In questa scelta del Lippi si può dunque cogliere una vena polemica sia contro il gusto della corte medicea, sia contro i colleghi che si erano fatti attrarre da queste novità "forestiere", mettendo da parte la tradizione più integra della scuola fiorentina. Fu in quegli anni che la sua adesione all'esempio di Santi di Tito si fece più marcata e radicale, coincidendo anche con la prevalenza ormai di soggetti religiosi e devozionali, tanto per una clientela pubblica (chiese cittadine e del contado), che privata. Gli stessi ritratti, che erano stati il motivo del suo viaggio a Innsbruck, venivano spesso inglobati in scene sacre, come il Trionfo di David per Agnolo Galli in cui rappresentò tutti e sedici i figli del nobiluomo. Resta comunque un capolavoro di questo periodo il suo Autoritratto nella collezione degli Uffizi, dalla vivace resa psicologica.

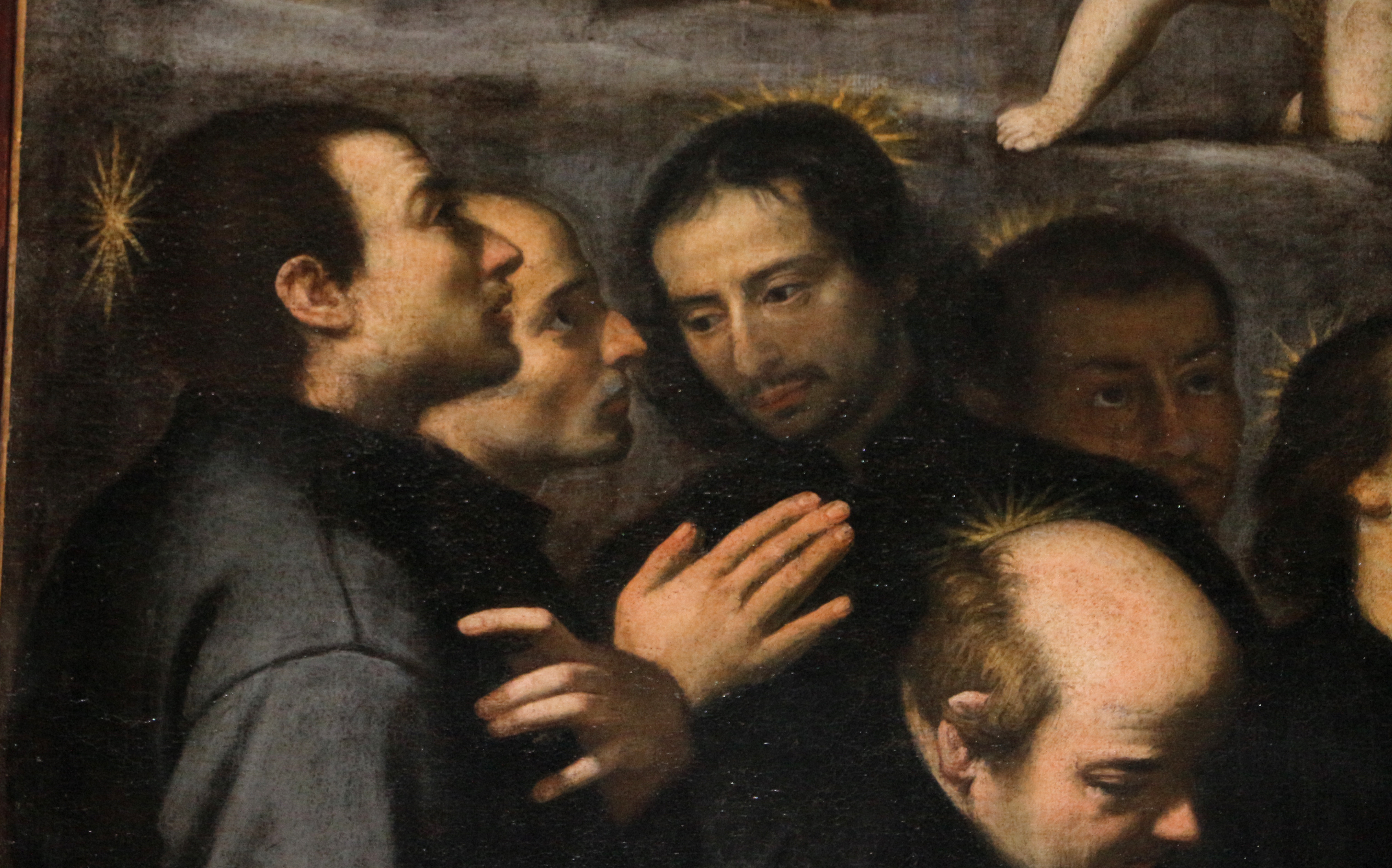
La Madonna dà l'abito ai Sette Santi fondatori, dettaglio

Esemplare del collegamento con Santi di Tito è la Crocifissione del Museo di San Marco, in cui il Cristo cita fedelmente quello della pala Bene scripsisti de me Thoma nello stesso museo, opera del suo maestro ispiratore. In questi anni la stesura pittorica si fa più scarna, nobilitata però da un disegno sempre impeccabile.
Risalgono al 1653 due pale per gli accademici della Crusca in cui diede prova di una notevole sensibilità per la natura morta in chiave allegorica. Nel 1655 gli atti di un processo che vedeva lo scultore Domenico Pieratti contro il committente Agnolo Galli nominano più volte il Lippi, chiarendo la sua posizione agiata e la preminenza acquisita tra i pittori fiorentini. Il suo guadagno annuale ammontava a circa 600/700 scudi.
Morì di pleurite, non ancora sessantenne, nel 1665 a Firenze, dopo "l'indefesso camminar che fece un giorno". Il Baldinucci era stato presente come testimone alla stesura del suo testamento negli ultimi giorni di vita. Fu sepolto nel camposanto di Santa Maria Novella, presso l'avello della famiglia Bartolini. Lasciò due figli e tre figlie, tutti minorenni.

## Fortuna critica

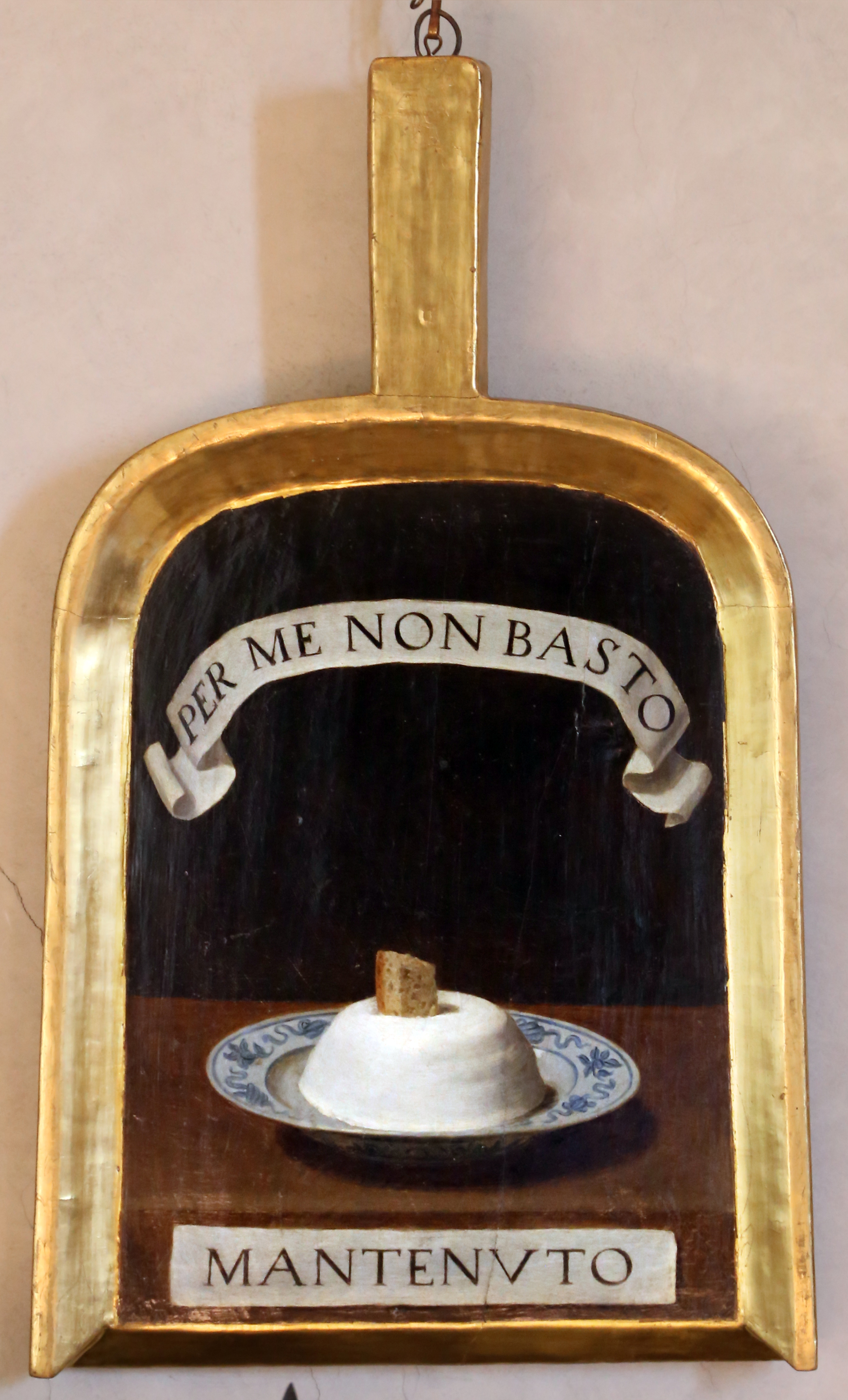
Pala del Mantenuto, Accademia della Crusca

Al Lippi dedicò una biografia Filippo Baldinucci, a pochi anni dalla scomparsa del protagonista, che resta la principale fonte di informazioni sulla sua vita e carriera. Tuttavia lo storico fiorentino delineò un giudizio fondamentalmente positivo per l'opera letteraria e sfavorevole per l'attività pittorica, che fece sì che per secoli la sua figura di artista restasse marginale, ripetendo nella letteratura degli eruditi più o meno le stesse considerazioni. Fondamentalmente venivano mosse al Lippi le critiche di essere "troppo tenace" nel restare fedele al suo stile, fatto di una "pura e semplice imitazione della natura", come se fosse stato un artista privo di inventiva propria e poco incline ad abbracciare le novità pittoriche introdotte sulla scena artistica, in particolare le estrosità del barocco.
Bisogna aspettare il 1914 per un contributo consistente alla sua riscoperta, ad opera di Arnaldo Alterocca, che però fu quasi esclusivamente focalizzato alla sua figura di letterato, ed il 1963 quando Fiorella Scricchia procedette a un primo catalogo critico delle opere superstiti, inquadrando finalmente la sua figura nel panorama culturale della Toscana del primo Seicento, e affiancandogli la figura di Giovanni Martinelli (altro pittore fino ad allora pressoché sconosciuto), accomunato da uno stile che emergeva "per via di luce". Seguirono gli importanti studi di Mina Gregori e di Carlo Del Bravo (1972) ed episodiche nuove attribuzioni, passaggi sul mercato e qualche chiarimento relativo a date. Il culmine degli studi sul Seicento fiorentino si ebbe in occasione della mostra a palazzo Strozzi del 1986, che ebbe il merito di ricostruire un quadro molto ampio e articolato di quella fase artistica, affiancando alle personalità più conosciute e studiate dalla critica una serie di figure meno note e fino ad allora trascurate. In seguito gli studiosi delle generazioni successive hanno pubblicato numerosi approfondimenti, chiarimenti e trattamenti cronologici e tematici, che hanno restituito a Lorenzo Lippi un ruolo di primo piano della scena artistica fiorentina del Seicento, ruolo che finalmente si allinea con quello tributatogli ai suoi tempi.
In particolare la monografia di Chiara D'Afflitto del 2002 ha avuto il merito, riconosciuto anche da Mina Gregori, di riordinare la cronologia delle opere, ricollocando quelle credute giovanili, caratterizzate da una definizione netta e asciutta, a una fase di ripensamento più avanzata. Quello che veniva visto come un riallacciarsi agli arcaicismi di Santi di Tito (altro artista comunque massacrato dalla critica fino almeno agli anni settanta del Novecento) venne finalmente inquadrato nel sentire religioso del popolo fiorentino e delle sue confraternite, in contrasto con il gusto della corte medicea legata al fasto e alla sensualità di modelli come quello di Pietro da Cortona.

## Opere

### Dipinti

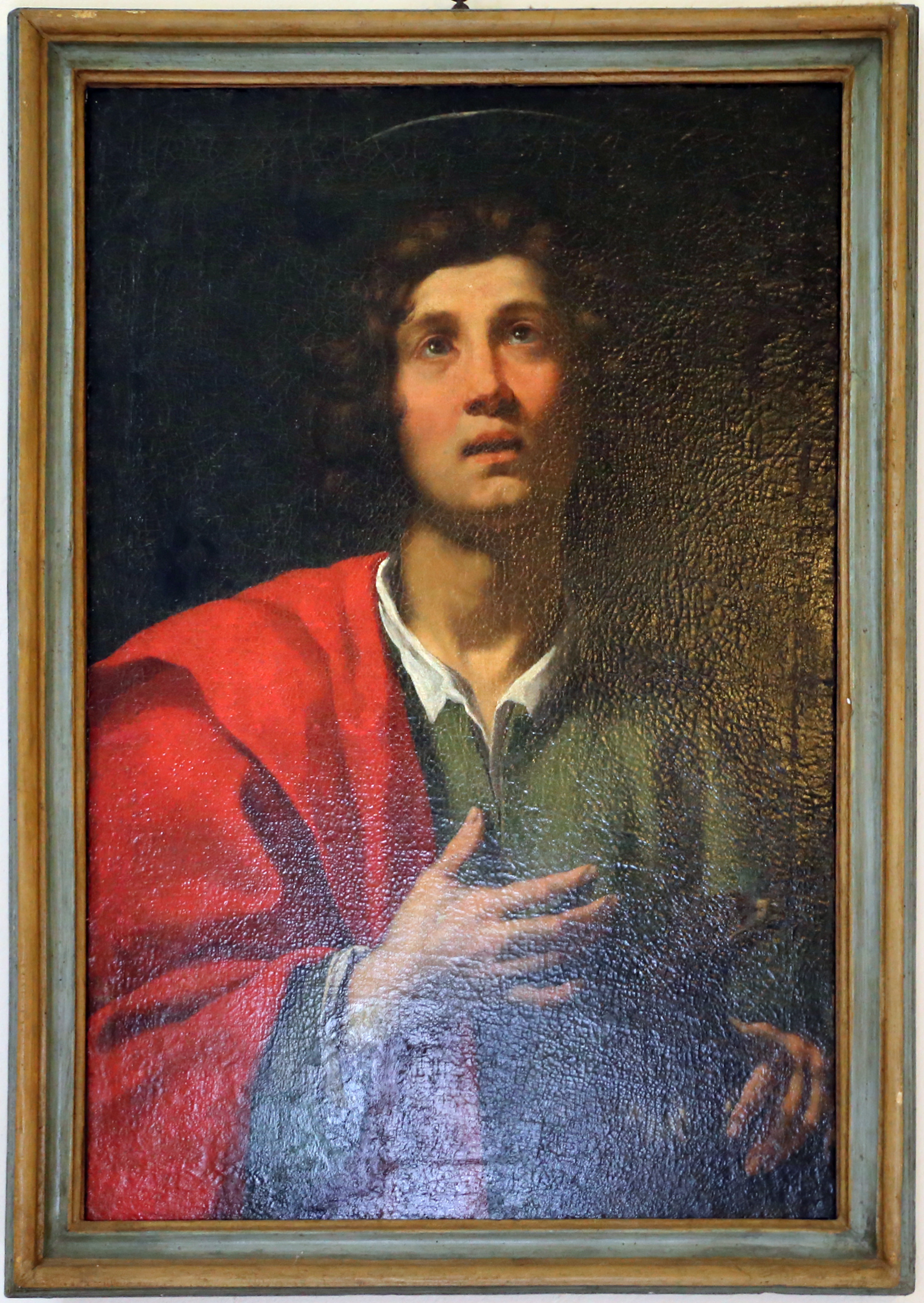
San Giovanni evangelista, Vaglia

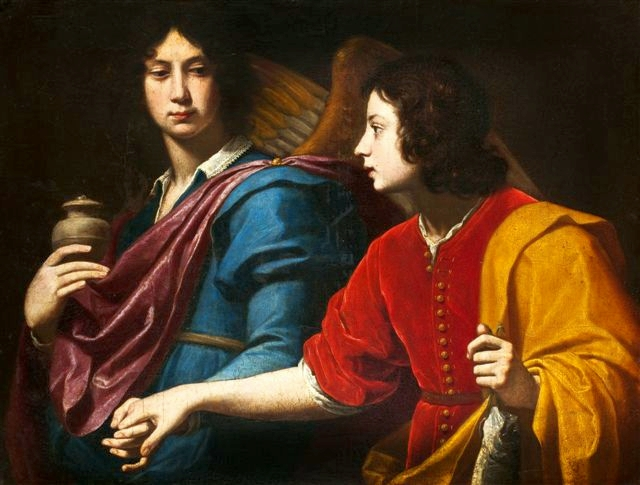
Tobiolo e l'arcangelo, Breslavia

- Cristo benedicente, 1628, olio su tela, Vaglia, chiesa di San Pietro
- San Giovanni evangelista, 1628, olio su tela, Vaglia, chiesa di San Pietro
- San Matteo, 1628, olio su tela, Vaglia, chiesa di San Pietro
- San Giacomo maggiore, 1628, olio su tela, Vaglia, chiesa di San Pietro
- Sposalizio mistico di santa Caterina d'Alessandria, 1628-29, olio su tela, collezione privata
- San Giovanni e San Matteo, 1629 circa, oli su tela, collezione privata
- Sant'Agostino, 1629-30 circa, olio su tela, Firenze, Museo degli Innocenti
- San Filippo battezza l'eunuco, 1629-32 circa, olio su tela, Firenze, collezione privata
- Santa Caterina d'Alessandria e due angeli, 1629, olio su tela, Dicomano, chiesa di San Martino a Corella
- Martirio di santa Caterina d'Alessandria, 1629 circa, olio su tela, Firenze, collezione privata
- Sant'Agostino, 1629-30 circa, olio su tela, Firenze, monastero di San Gaggio
- Maria Vergine porge il Bambino a san Francesco, 1629-30 circa, olio su tela, Firenze, Museo Bardini, depositi
- Noli me tangere, 1631-32 circa, olio su tela, Firenze, chiesa di San Frediano in Cestello
- San Francesco adora il Bambino nel presepe e  Santa Cristina di Bolsena assistita in carcere dagli angeli,1632 circa, oli su tela, Firenze, chiesa dei Santi Michele e Gaetano, cappella Bonsi
- Sansone e Dalila, 1632 circa, olio su tela, Stoccolma, Museo Nazionale
- Battesimo di san Paolo, 1633 circa, olio su tela, Londra, Colnaghi
- Cena di Erode, 1632-34 circa, olio su tela, Firenze, Museo del Cenacolo di San Salvi, depositi
- Angelica e Medoro, 1632-34 circa, olio su tela, Dublino, National Gallery of Ireland
- Testa del Redentore benedicente, 1632 circa, olio su tela, Luco di Mugello, chiesa di San Pietro
- Apollo e Dafne, 1632 circa, olio su tela, ubicazione ignota
- Rut e Booz, 1632-34 circa, olio su tela, Firenze, Galleria Palatina, depositi
- Lot e le figlie, 1632-34 circa, olio su tela, Firenze, collezione privata
- Sant'Agata, 1632-34 circa, olio su tela, già a Parigi, collezione Maratilla
- Madonna col Bambino e i santi Rocco, Sebastiano, Antonio da Padova, Michele e Donato, 1634, olio su tela, Ronta (Borgo San Lorenzo), chiesa di San Michele
- Tre fanciulli condannati alla fornace, 1634 circa, olio su tela, Firenze, Galleria Palatina
- Venere piange Adone morto, 1634 circa, olio su tela, Firenze, collezione privata
- Madonna della pappa con san Giovannino, 1634 circa, olio su tela, Firenze, ubicazione ignota
- Tamar rende i pegni a Giuda, 1634 circa, olio su tela, Roma, Montecitorio
- Unzione di David, 1638 circa, olio su tela, Firenze, collezione privata
- Madonna col Bambino e san Giovannino, 1638 circa, olio su tela, Firenze, collezione privata
- Angelo e Agar, 1638 circa, olio su tela, Firenze, Museo Bardini
- Santo forse Giuseppe, 1638 circa, olio su tela, passato in asta Sotheby's, New York 1989 (come Matteo Rosselli)
- Testa di san Lorenzo, 1638 circa, olio su tela, collezione privata
- Testa del Battista, 1638, olio su tela, Firenze, collezione privata
- San Tommaso Becket, 1638 circa, olio su tela, New York, collezione Robert Simon Fine Art
- Sant'Orsola, 1638 circa, olio su tela, Firenze, collezione Mina Gregori
- Agar e l'angelo, 1638 circa, olio su tela, San Miniato, Museo diocesano
- Sacrificio di Isacco, 1638 circa, olio su tela, San Miniato, Museo diocesano
- Madonna col Bambino e san Giovannino, 1638 circa, olio su tela, Firenze, Moretti
- Ritratto di pittore, 1638 circa, olio su tela, ubicazione ignota
- Sante Caterina, Agata e Cecilia, 1639-40, affresco, Firenze, oratorio dei Vanchetoni
- Martirio di sant'Andrea, 1639, olio su tela, Firenze, chiesa di Sant'Agata
- San Cosma, 1639 circa, olio su tela, Firenze, collezione privata
- Gesù benedicente e l'angelo dopo la tentazione, 1639 circa, olio su tela, Pisa, depositi della Soprintendenza
- Santa Caterina d'Alessandria, 1640-43 circa, olio su tela, Firenze, collezione Baldacci
- Giuditta, 1640 circa, olio su tela, New York, collezione privata
- Vendetta della regina Tomiri, 1642 circa, olio su tela, Prato, collezione già Cariprato
- Trionfo di David, 1642 circa, olio su tela, Firenze, Galleria Palatina
- Giacobbe e Rachele al pozzo, 1642 circa, olio su tela, Firenze, Galleria Palatina
- Testa di santa, forse Caterina d'Alessandria, 1642 circa, olio su tela, New York, mercato antiquario
- Fuga in Egitto, 1642, olio su tela, Massa Marittima, chiesa di Sant'Agostino
- Martirio di san Jacopo, 1642, olio su tela, Firenze, Carmine, convento
- Assunzione di Maria, 1642, olio su tela, Firenze, Palazzo Pitti, depositi
- Testa di santa Caterina d'Alessandria, 1642 circa, olio su tela, ubicazione ignota
- Flagellazione di Cristo alla colonna, 1642 circa, olio su tela, Pisa, chiesa della Madonna dei Galletti
- Trionfo di David, 1642 circa, olio su tela, ubicazione ignota
- Giacobbe e Rachele al pozzo, 1642 circa, olio su tela, ubicazione ignota (già a Firenze, palazzo Bardi Serzelli)
- Trionfo di David, 1642 circa, olio su tela, Camaldoli, cenobio
- Giacobbe al pozzo, olio su tela, Camaldoli, cenobio
- Allegoria della Stoltezza umana, 1643 circa, olio su tela, Belfast, Ulster Museum
- Esaù cede la primogenitura, 1643-44, olio su tela, Firenze, Seminario Maggiore Arcivescovile
- Tobiolo e l'angelo, 1643 circa, olio su tela, già a Douai, Musée de la Charteuse
- Sant'Agata, 1643-44 circa, olio su tela, New York, collezione Suida-Manning
- Allegoria dell'Amor di Virtù, 1643 circa, olio su tela, Firenze, collezione privata
- Allegoria della Musica, 1643 circa, olio su tela, Londra, collezione Jean-Luc Baroni
- Giuditta con la testa di Oloferne, 1643 circa, olio su tela, Narbonne, Palais des Archevêques

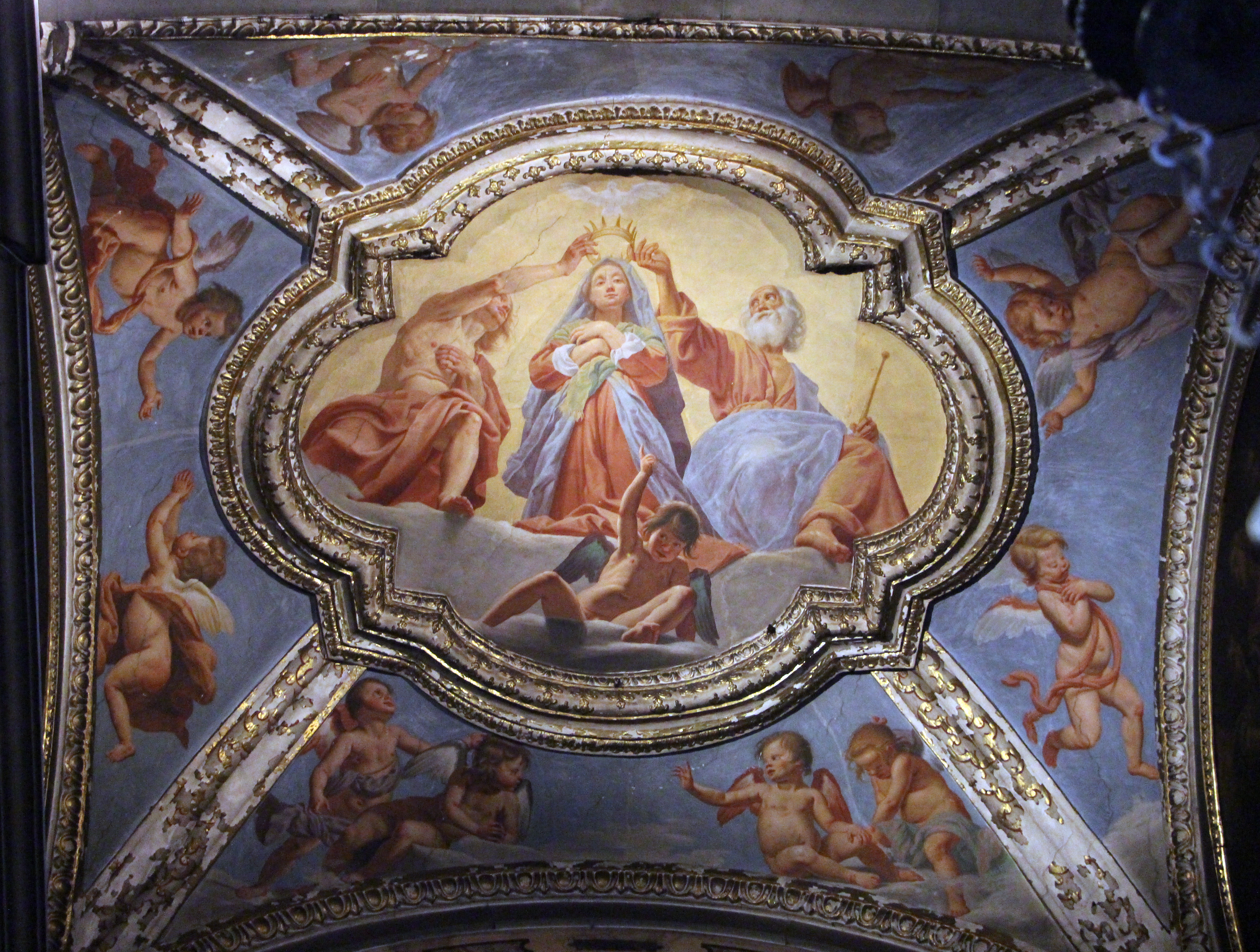
Volta della cappella Ardinghelli in San Gaetano, Firenze

- Allegoria della Simulazione, 1643 circa, olio su tela, Angers, Musée des Beaux-Arts
- Angeli oranti con la Trinità, 1643, affresco, Firenze, San Gaetano, cappella Ardinghelli
- Doppio concerto di angeli, 1643, olio su tela, Firenze, San Gaetano, cappella Ardinghelli
- Incoronazione di Maria e angeli, 1643, affresco, Firenze, San Gaetano, cappella Ardinghelli
- Euterpe, 1643 circa, olio su tela, collezione privata
- Allegoria dell'Innocenza, 1644 circa, olio su tela, Oxford, Ashmolean Museum
- San Giovanni evangelista, 1644 circa, olio su tela, Vienna, ubicazione ignota
- Orfeo, 1644 circa, olio su tela, Firenze, collezione privata
- Arcangelo Raffaele e Tobiolo, 1644 circa, olio su tela, Breslavia, Museo nazionale
- Sant'Apollonia, 1644 circa, olio su tela, Firenze, collezione privata
- San Michele arcangelo, 1644 circa, olio su tela, Firenze, collezione privata
- San Cosma, 1644 circa, olio su tela, New Orleans, Isaac Delgado Museum of Art
- Ritratto di Claudia de' Medici in abiti vedovili, 1644, olio su tela, Vienna, Kunsthistorisches Museum
- Ritratto di Claudia de' Medici come santa Cristina, 1644, olio su tela, Vienna, Kunsthistorisches Museum
- Ritratto di Maria Leopoldina fanciulla, 1644, olio su tela, Vienna, Kunsthistorisches Museum
- Ritratto di Sigismondo Franz fanciullo, 1644, olio su tela, Vienna, Kunsthistorisches Museum
- Samaritana al pozzo, 1644, olio su tela, Vienna, Kunsthistorisches Museum
- San Giovannino alla fonte, 1644 circa, olio su tela, già a Londra, Wetzner
- Apparizione di Cristo risorto a Maria, 1644 circa, olio su tela, Arezzo, palazzo Vescovile
- Maddalena penitente, 1645 circa, olio su tela, ubicazione ignota
- Santa Maria Maddalena, 1645 circa, olio su tela, ubicazione ignota
- Allegoria dell'Astronomia, 1645 circa, olio su tela, Torino, collezione privata
- Lot salvato dall'angelo, 1645 circa, olio su tela, Figline Valdarno, collezione Giovanni Pratesi
- Allegoria della Musica come Orfeo, 1645 circa, olio su tela, Firenze, collezione privata
- Santa Cecilia, 1645 circa, olio su tela, Firenze, collezione privata
- Orlando e Isabella nella grotta dei malandrini, 1646 circa, olio su tela, collezione privata
- Crocifissione con Maria, Giovanni e la Maddalena dolenti, 1647, olio su tela, Firenze, Museo di San Marco
- Crocifissione con Maria, Giovanni e la Maddalena dolenti, 1647 circa, olio su tela, Firenze, collezione privata
- San Giuseppe, 1647 circa, olio su tela, Firenze, collezione Contini
- Santa Maria Maddalena e san Martino in adorazione dell'Eucaristia, 1647 circa, olio su tela, Brozzi, chiesa di San Martino
- Autoritratto, 1648 circa, olio su tela, Firenze, Uffizi
- Ritratto virile di profilo, 1647-48 circa, olio su tela, New York, Pandora Old Masters
- Cristo nell'orto, 1650 circa, olio su tela, collezione privata
- Tobiolo apre il pesce, 1650 circa, olio su tela, Firenze, collezione Bigongiari
- Madonna del Rosario coi santi Domenico e Caterina da Siena, angeli e fiori, 1652, olio su tela, Foiano della Chiana, chiesa di San Domenico
- Pala di Baldassarre Suarez detto il Mantenuto, 1653 circa, olio su tavola, Firenze, Accademia della Crusca
- Pala di Francesco Ridolfi detto il Rifiorito, 1653 circa, olio su tavola, Firenze, Accademia della Crusca
- Santa Cecilia suona il fortepiano e tre angeli, 1655 circa, olio su tela, ubicazione ignota
- San Cristoforo e san Giovanni Battista col committente, 1655, olio su tela, Impruneta, chiesa di San Cristoforo a Colleramole
- Cristo benedice il pane, 1655 circa, olio su tela, Firenze, Archivio del Capitolo della Cattedrale
- Sansone e Dalila, 1655 circa, olio su tela, Firenze, collezione privata
- Balaam e l'asina, 1655 circa, olio su tela, Edimburgo, collezione privata
- Sansone e Dalila, 1655 circa, olio su tela, già a Londra, collezione Victor Koch
- Scena biblica, 1655 circa, olio su tela, ubicazione ignota

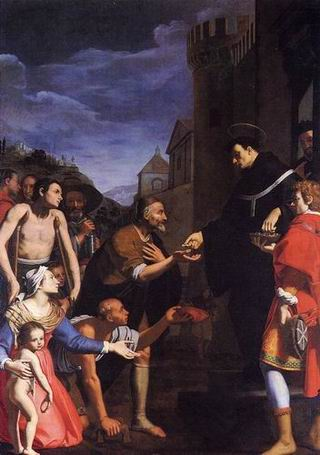
Elemosina di san Tommaso da Villanova, Prato

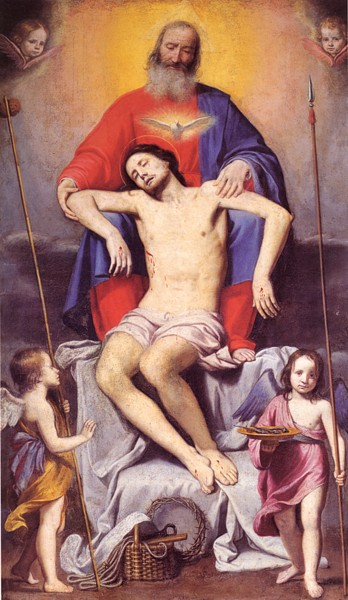
La Trinità di Vallombrosa

- Lot e le figlie, 1655 circa, olio su tela, Firenze, Uffizi, depositi

- Lot e le figlie, 1655 circa, olio su tela, Milano, collezione Marco Voena
- Trionfo di David, 1656, olio su tela, Firenze, collezione privata
- Santa Elisabetta d'Ungheria, 1656 circa, olio su tela, già a Parigi, collezione Giancarlo Baroni
- Madonna del Rosario, 1658, olio su tela, Bagno a Ripoli, chiesa di San Martino a Strada
- Testa di San Pietro Martire, 1658 circa, olio su tela, Firenze, Officina profumo-farmaceutica di Santa Maria Novella
- Assunta e santi, 1658 circa, olio su tela, Montelupo Fiorentino, oratorio della Misericordia
- Santa Caterina de' Ricci abbraccia il crocifisso, 1658 circa, olio su tela, Greve in Chianti, villa di Rignana, cappella
- Orlando e Isabella nella grotta dei malandrini, 1658-60 circa, olio su tela, Firenze, collezione Mina Gregori
- Sacra Famiglia, 1660 circa, olio su tela, già a Milano, collezione Scopinich
- Sacra Famiglia con un devoto, 1660 circa, olio su tela, già a Settignano (Firenze), collezione Romoli
- Ex-voto di Spadino, liberato da un orso feroce, 1660, olio su tela, Firenze, Santissima Annunziata, convento
- Gesù Bambino appare a sant'Antonio da Padova, 1660 circa, olio su tela, Firenze, chiesa dei Cappuccini
- Apparizione di Gesù Bambino a sant'Antonio da Padova, 1660 circa, olio su tela, Montopoli in Val d'Arno, oratorio di Sant'Antonio dei Pucci
- San Francesco e l'angelo che gli mostra l'ampolla d'acqua, 1660 circa, olio su tela, Trieste, Galleria nazionale d'arte antica
- San Francesco in preghiera, 1660 circa, olio su tela, Parigi, Louvre
- La Vergine dona l'abito ai sette santi fondatori dell'ordine dei Servi di Maria, 1660, olio su tela, Bagno a Ripoli, pieve di Santa Maria all'Antella
- Sacrificio di Isacco, 1659-60 circa, olio su tela, Pistoia, chiesa dello Spirito Santo, sagrestia
- Erminia fra i pastori, 1660-65 circa, olio su tela, Pistoia, Museo Rospigliosi
- San Luigi di Francia cura un lebbroso, olio su tela, 1662 circa, Firenze, collezione privata
- Cena in Emmaus, 1662 circa, olio su tela, Venezia, collezione privata
- Martirio di santa Caterina d'Alessandria, 1662 circa, olio su tela, Prato, monastero di San Vincenzo, coro delle monache
- San Carlo Borromeo in adorazione del Crocifisso, 1662 circa, olio su tela, Prato, monastero di San Vincenzo, coro delle monache
- San Francesco di Sales inginocchiato davanti alla Vergine, 1662 circa, olio su tela, Prato, monastero di San Vincenzo, coro delle monache
- Cristo alla colonna, 1662 circa, olio su tela, Prato, monastero di San Vincenzo, coro delle monache
- San Sebastiano flagellato, 1662 circa, olio su tela, Napoli, Museo di Capodimonte, depositi
- Elemosina di san Tommaso da Villanova, 1662, olio su tela, Prato, chiesa di Sant'Agostino
- Immacolata Concezione coi santi Onofrio, Antonio Abate, Rocco e Sebastiano, 1662, olio su tela, Dicomano, oratorio di Sant'Onofrio
- San Giacomo e Sant'Andrea, 1664 circa, oli su tela, Firenze, depositi della Soprintendenza
- Sant'Antonio da Padova col Bambin Gesù, 1664 circa, olio su tela, Montevettolini, chiesa dei Santi Michele Arcangelo e Lorenzo Martire
- Santissima Trinità, 1665, olio su tela, Vallombrosa, chiesa di Santa Maria Assunta

### Arazzi

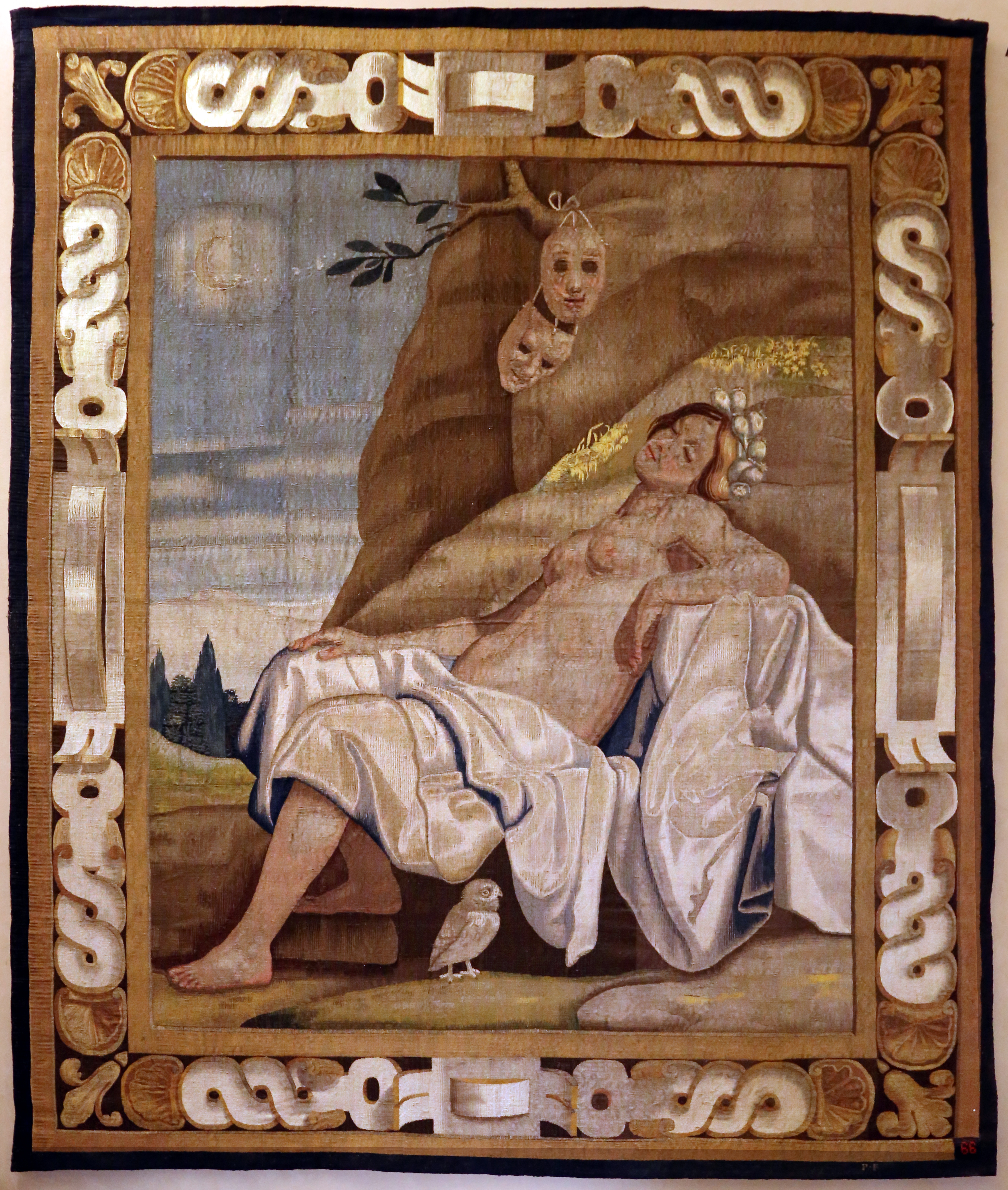
Allegoria della Notte

L'artista disegnò i cartoni per alcuni arazzi realizzati poi dagli artigiani dell'Arazzeria medicea. 
- Carro del Sole, arazzo, 1643 circa, Firenze, Accademia di Belle Arti
- Carro del Sole, arazzo, 1643 circa, Londra, Ambasciata d'Italia
- Crepuscolo della Mattina, 1643 circa, arazzo, Firenze, palazzo Medici-Riccardi
- Crepuscolo della Sera, 1643 circa, arazzo, Firenze, palazzo Medici-Riccardi
- Allegoria del Giorno, 1643 circa, Firenze, Biblioteca Medicea Laurenziana
- Allegoria della Notte, 1643 circa, Firenze, Biblioteca Medicea Laurenziana
- Allegoria del Tempo, 1643 circa, Berlino, Ambasciata d'Italia

### Disegni
- Figura femminile inginocchiata, Londra, British Museum
- Figura maschile che porta fascine, Parigi, Cabinet des Dessins
- Testa di fanciullo col turbante, Parigi, Cabinet des Dessins
- Studio di donna seduta, Roma, Istituto nazionale per la grafica
- Studio per una Giuditta, Parigi, Cabinet des Dessins
- Angelo al passo, Firenze, GDSU
- Studio di figura di pastore, Parigi, Cabinet des Dessins
- Due mezze figure di giovani, Firenze, Biblioteca Marucelliana
- Mezza figura femminile in atto di mostrare qualcosa, Firenze, Biblioteca Marucelliana
- Due mezze figure di madre e figlio, Firenze, Biblioteca Marucelliana
- Figura maschile con freccia, Copenaghen, Statens Museum for Kunst
- Figura femminile seduta con cesta, Firenze, GDSU
- Figura maschile in atto di vangare, Parigi, Cabinet des Dessins
- Giovane uomo seduto con un bastone, Copenaghen, Statens Museum for Kunst
- Figura caricaturale di vecchia, Vienna, Albertina
- Crocifisso, Firenze, GDSU
- Teschio visto di fronte, Parigi, Cabinet des Dessins
- Teschio visto di profilo, Parigi, Cabinet des Dessins
- Bambino nudo seduto con bastone, Parigi, Cabinet des Dessins
- Bambino nudo di profilo in atto di spingere, Parigi, Cabinet des Dessins
- San Cristoforo, Firenze, Biblioteca Marucelliana
- Figura di giovane in piedi in atto di meraviglia, Firenze, Biblioteca Marucelliana
- Giovane uomo che avanza verso sinistra, Copenaghen, Statens Museum for Kunst
- Monaca inginocchiata che indica con la destra, Firenze, GDSU